# Phil Babb
Philip ("Phil") Andrew Babb (Lambeth, 30 november 1970) is een voormalig Iers profvoetballer die speelde als verdediger.

## Clubcarrière
Hij kwam het grootste deel van zijn profloopbaan uit voor Liverpool, en zette in 2004 een punt achter zijn carrière. Babb was ook twee jaar actief voor Sporting Lissabon. Met die club won hij in 2002 de dubbel: de Portugese landstitel én de Portugese beker.

## Interlandcarrière
Babb speelde in totaal 35 interlands (nul doelpunten) voor Ierland. Onder leiding van de legendarische bondscoach Jack Charlton maakte hij zijn debuut op 23 maart 1994 in de vriendschappelijke thuiswedstrijd tegen Rusland (0-0) in Dublin, net als Gary Kelly (Leeds United) en Jason McAteer (Bolton Wanderers). Hij nam met zijn vaderland deel aan de WK-eindronde in 1994, en kwam bij dat toernooi in alle vier de duels van de Ieren in actie. The Green Army werd in de achtste finales uitgeschakeld door Nederland (2-0).

## Trainerscarrière
In de zomer van 2013 werd Babb aangesteld als trainer-coach van Hayes & Yeading United FC.

## Erelijst
Liverpool
- League Cup

1995
 Sporting Lissabon
- SuperLiga

2002
- Beker van Portugal

2002
- Supertaça Cândido de Oliveira

2002